# SC Austria Lustenau
El SC Austria Lustenau es un equipo de fútbol de Austria que milita en la Primera Liga de Austria, la segunda liga de fútbol más importante del país.

## Historia
Fue fundado en junio de 1914 en la ciudad de Lustenau y han jugado en la Bundesliga en 3 temporadas, aunque no juegan en ella desde la temporada 1999/2000. No tiene títulos importantes, siendo su principal logro en ser finalista de la Copa de Austria en la temporada 2010/11, en la que perdieron la final ante el SV Ried
A nivel internacional participaron en su primer torneo continental en 1999, cuando jugaron la Copa Intertoto de la UEFA, en la cual fueron eliminados por el Stade Rennais F.C. de Francia en la Tercera Ronda.

## Palmarés
- 2. Liga: 2

1997, 2022
- Copa de Austria: 0
  - Finalista: 1

2010/11

## Participación en competiciones de la UEFA
| Temporada | Torneo                    | Ronda | Club          | Casa | Visita | Global |
| --------- | ------------------------- | ----- | ------------- | ---- | ------ | ------ |
| 1999      | Copa Intertoto de la UEFA | 2     | Rudar Velenje | 2-1  | 1-2    | 2-4    |
| 1999      | Copa Intertoto de la UEFA | 3     | Rennes        | 2-1  | 1-0    | 2-2 v  |

## Entrenadores
- Harry Aurednik (1953-1954)
- Peter Assion (1992–1994)
- Edi Stöhr (1994–1999)
- Klaus Scheer (1999)
- Goran Stanisavljević (2000)
- Wolfgang Schwarz (2000–2001)
- Edi Stöhr (2001–2003)
- Andreas Heraf (2003–2005)
- Heinz Fuchsbichler (2005–2007)
- Hans Kleer (2007–2009)
- Edi Stöhr (2009–2011)
- Helgi Kolviðsson (2011–2014)
- Mladen Posavec (2014–2015)
- Lassaad Chabbi (2015–2017)
- Daniel Ernemann (2017)
- Andreas Lipa (2017)
- Daniel Ernemann (2017)
- Gernot Plassnegger (2017-2019)
- Roman Mählich (2019-2020)
- Alexander Kiene (2020-2021)
- Markus Mader (2021-2023)
- Alexander Schneider (2023–)